# Predel (Bergsattel)

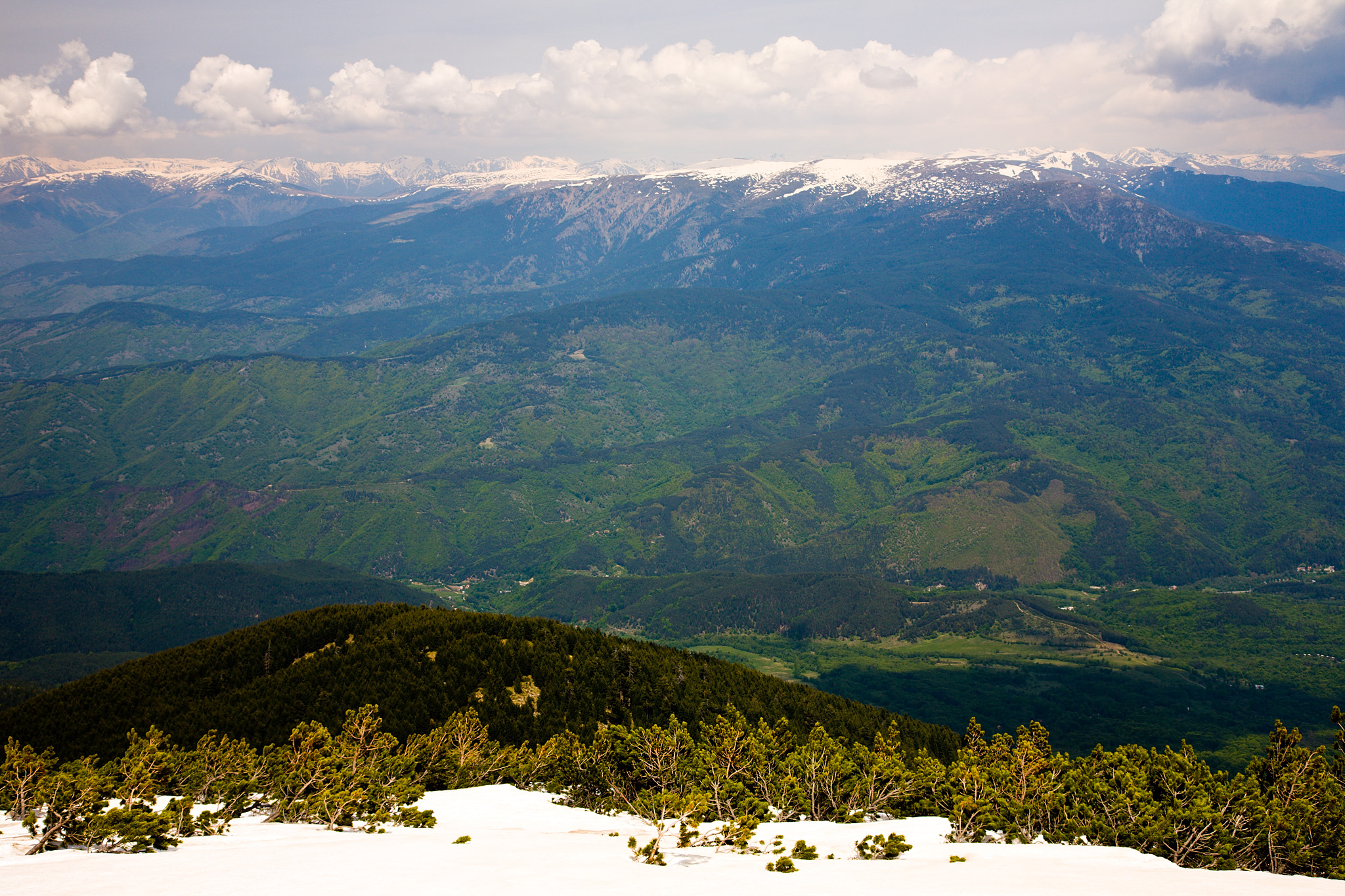
Der Predel vom Berggipfel Pirin. Im Hintergrund ist das Rila-Gebirge

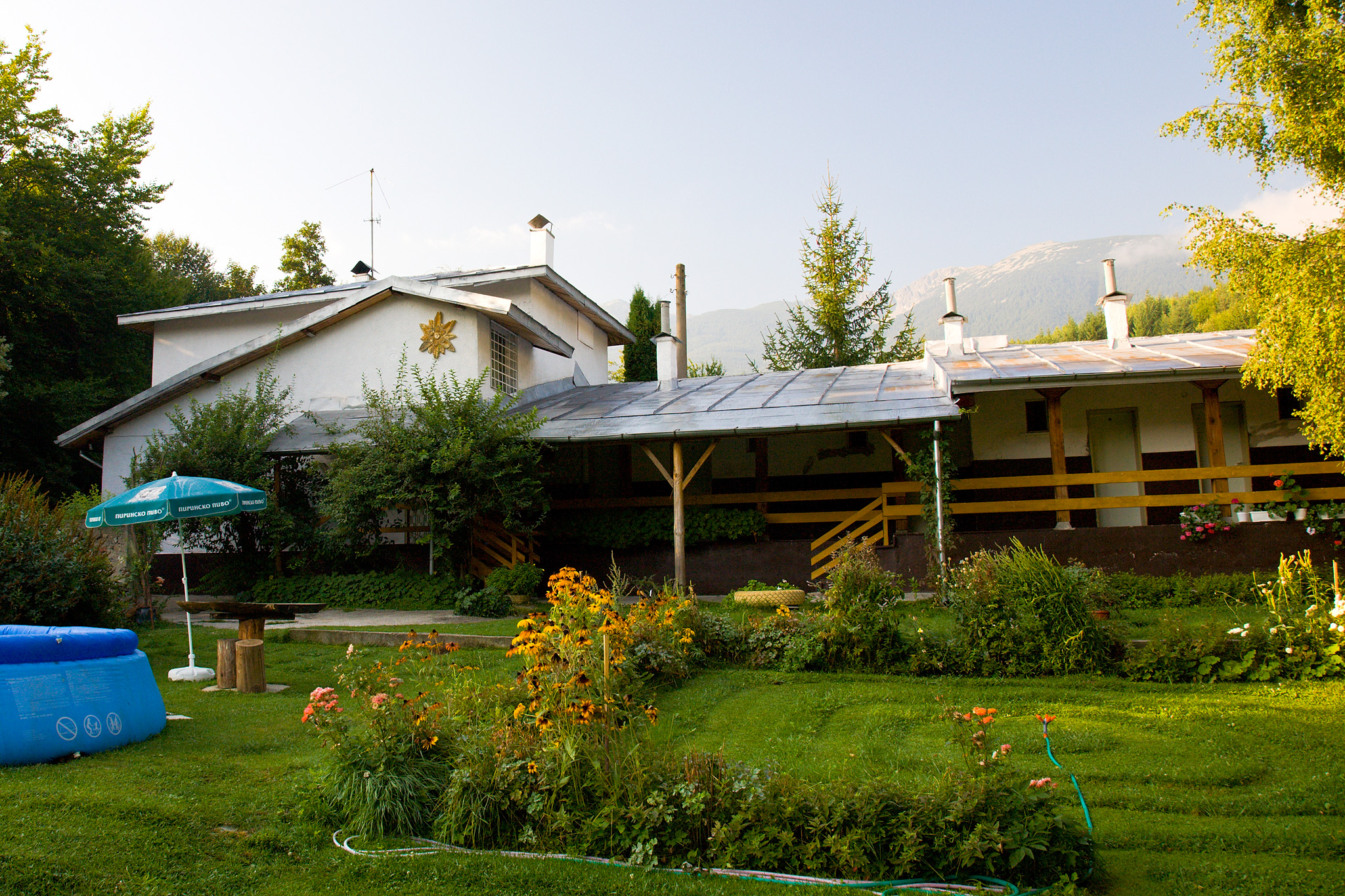
Die Berghütte Predel

Predel oder Predela (bulgarisch Предел bzw. Предела) ist ein Bergsattel zwischen den Gebirgen Pirin und Rila. Der höchste Punkt liegt auf 1.142 Höhenmetern. Auf dem Bergsattel befindet sich auch eine gleichnamige Berghütte.
Dort brach 1878 der Kresna-Raslog-Aufstand aus, der sich gegen die Beschlüsse des Berliner Kongresses richtete. Jährlich findet im August auf dem Bergsattel das Folklorefestival Pirin pee (dt. Pirin singt) statt.
Der Predel Point, eine Landspitze der Anvers-Insel in der Antarktis, trägt seit 2009 den Namen des Bergsattels.